# Aino Ackté
Aino Ackté, all'anagrafe Aino Achte (Helsinki, 23 aprile 1876 – Vihti, 8 agosto 1944), è stata un soprano finlandese.
Fu inoltre la prima star internazionale della scena lirica finlandese dopo Alma Fohström, e un pioniere in campo nazionale.

## Biografia
Aino Ackté nacque a Helsinki. I suoi genitori erano il mezzosoprano Emmy Achté (nata Strömer) e il direttore d'orchestra e compositore Lorenz Nikolai Achté. Aino Ackté sposò un medico, Heikki Renvall, nel 1901 e lo stesso anno diede alla luce una bambina, Glory Leppänen. Il loro figlio, Mies Reenkola, nacque nel 1908.
La giovane Ackté studiò canto sotto l'insegnamento della madre fino al 1894, quando entrò al Conservatorio di Parigi, studiando sotto Edmond Duvernoy e Alfred Girodet. Il suo debutto alla Grand Opera di Parigi avvenne nel 1897 in Faust e come risultato ottenne un contratto per sei anni.
Nel 1904 la Ackté fu ingaggiata dal Metropolitan Opera di New York dove rimase fino al 1906. Creò il ruolo di Salomè di Richard Strauss alle prime locali di Lipsia (1907) e Londra (1910). La prima al Covent Garden fu un enorme successo e Strauss proclamò la Ackté l'"unica e sola Salomè". Ackté considerò le sue interpretazioni di Londra la vera svolta della sua carriera.
Nel 1911 la Ackté, Oskar Merikanto e Edvard Fazer fondarono la Kotimainen Ooppera, rinominata nel 1914 Opera Finlandese e poi nel 1956 l'Opera Nazionale Finlandese. Fu il suo direttore nel 1938-39.
Dopo la separazione dall'Opera Nazionale, la Ackté organizzò il Savonlinna Opera Festival internazionale con inizio il 3 luglio 1912; si tenne dal 1912 fino al 1914 e nel 1916 e 1930.
Jean Sibelius dedicò il suo poema sinfonico Luonnotar ad Ackté e lei interpretò in anteprima il lavoro il 10 settembre 1913 al Festival Three Choirs di Gloucester, in Inghilterra. Cantò anche nella prima rappresentazione di Luonnotar in Finlandia, nel gennaio 1914.
Ackté terminò i suoi viaggi internazionali nel 1914 e tornò in Finlandia, dove diede il suo spettacolo di addio nel 1920. Le sue ultime esibizioni in pubblico hanno avuto luogo al Savonlinna Opera Festival nel 1930.
Gli amici della Ackté comprendevano tra gli altri Albert Edelfelt, che la dipinse in un famoso ritratto a figura intera nel 1901. Lei procurò il libretto per Juha, l'opera che ricevette due adattamenti: il primo di Aarre Merikanto (1922) ed il secondo di Leevi Madetoja (1934).
Morì di cancro del pancreas a Nummela, Vihti nell'agosto del 1944.

## Eredità
Ha una strada di un parco che porta il suo nome, nei pressi della Olavinlinna in Savonlinna e un'altra strada ad Helsinki, Finlandia. La sua vecchia casa estiva, Villa Aino Ackté, che si trova a Helsinki, è stata affittata dal Comune per le attività culturali e i meetings.
Ackté è molto verosimilmente il modello originale per il personaggio della diva dell'opera Bianca Castafiore, nei fumetti di "Adventures of Tintin" del belga Hergé.